# François de La Rochefoucauld

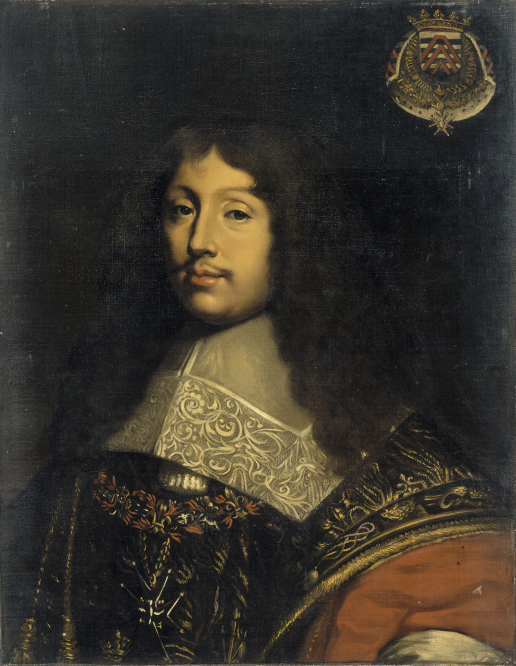
La Rochefoucauld

François VI. de La Rochefoucauld (* 15. September 1613 in Paris; † 17. März 1680 ebenda) war ein zeitweise politisch aktiver französischer Adeliger und Militär, der jedoch vor allem als Literat in die Geschichte eingegangen ist. Mit seinen aphoristischen Texten gilt er als Vertreter der französischen Moralisten.

## Leben und Schaffen
La Rochefoucauld stammte aus der altadligen Familie La Rochefoucauld, die 1622 vom Grafen- in den Herzogsstand erhoben worden war. Ehe er nach dem Tod seines Vaters 1650 den Herzogstitel erbte, trug er den eines „prince [=Fürst] de Marcillac“. Mit knapp 15 Jahren wurde er mit Andrée de Vivonne standesgemäß verheiratet. Aus der Ehe gingen acht Kinder hervor.
1629 nahm er als Offizier an einem Feldzug unter Ludwig XIII. nach Italien teil. Nach der Teilnahme an einer Kampagne gegen die Spanier in den Niederlanden wurde er auf seine Güter verbannt, weil er sich den Unwillen Richelieus zugezogen hatte.
Ebenfalls in den 1630er Jahren beteiligte er sich unter dem Einfluss der Duchesse de Chevreuse an den erfolglosen Intrigen der Königin Anne d’Autriche und des Hochadels gegen Kardinal Richelieu, was ihm 1637 eine Woche Haft in der Bastille und die Verbannung aus Paris eintrug. Nach dem Tod Richelieus (1642) und Ludwigs XIII. (1643) erhoffte er sich einen einflussreichen Posten bei der zur Regentin ernannten Anne d’Autriche, ging aber leer aus und musste erleben, wie sie Kardinal Mazarin begünstigte, der bald die absolutistische Politik Richelieus fortsetzte.
1648 nahm La Rochefoucauld unter dem Einfluss der Duchesse de Longueville, mit der er 1649 einen außerehelichen Sohn bekam (Charles Paris d’Orléans-Longueville), an der Fronde teil, einem bewaffneten Aufstand der Hohen Richter des Parlements, des Volkes von Paris und des Hochadels gegen Mazarin. Hier spielte er mehrfach eine Rolle bei Verhandlungen der Parteien, erlitt in den Kriegswirren aber auch große Vermögensverluste. 1652 wurde er, auf der Seite des Prince de Condé gegen Mazarin und die Krone kämpfend, im Gesicht verwundet und auf einem Auge blind und zog sich auf eines seiner Landgüter zurück. Da er zu stolz war, nach dem Sieg Mazarins um seine Begnadigung zu bitten, wurde er für rechtlos erklärt und floh ins österreichische Luxemburg.
1653 machte er doch seinen Frieden mit Mazarin und dem jungen Ludwig XIV., dem er aber immer suspekt blieb. Er kam zurück nach Paris und versuchte, seine prekären Vermögensverhältnisse zu verbessern. Um seine Enttäuschung nach dem Sieg Mazarins zu verarbeiten, verfasste er in diesen Jahren die von 1624 bis 1652 reichenden Mémoires, die 1662 gegen seinen Willen als Raubdruck anonym in Amsterdam erschienen und eine wichtige Quelle für die Geschichte der Fronde sind.
In Paris verkehrte er am Hof und in adligen Kreisen, mehr aber in Salons, z. B. dem der Marquise de Sablé sowie in jansenistisch inspirierten Zirkeln, wo man angesichts der Frage, warum der eine Mensch offenbar von Gott erwählt ist und der andere nicht, ein neues Interesse für das Individuum, seine Psychologie und sein Verhalten entwickelte.
1658 begann La Rochefoucauld mit der Abfassung kürzerer aphoristischer Betrachtungen über die Natur des Menschen allgemein und die Verhaltensweisen der Angehörigen der adligen Gesellschaft im Besonderen. 1664 gab er unter dem Titel Réflexions ou sentences et maximes morales eine Sammlung dieser pointierten, meist pessimistischen, oft sarkastischen Texte heraus.
Da sich das Buch gut verkaufte, ließ er 1666, 1671, 1675 und 1678 Neuauflagen folgen, in denen die Zahl der „Sentenzen und Maximen“ von zunächst rd. 300 auf rd. 500 anwuchs. Die in der Literaturgeschichte meist unter dem schlichten Titel Maximes laufende Sammlung wurde so zu seinem Hauptwerk. Ein Sammelband mit verschiedenen weiteren Texten kam unter dem Titel Réflexions diverses postum heraus.
1671 übertrug La Rochefoucauld seinen Herzogstitel auf seinen ältesten Sohn, der als Kammerherr des Königs fungierte. Seine späten Jahre wurden von einem starken Gichtleiden sowie dem Verlust zweier Söhne im Krieg (1672) überschattet. Einen gewissen Trost verschaffte ihm in dieser Zeit eine enge Freundschaft mit der Romanautorin Madame de La Fayette.
La Rochefoucauld ist einer der bedeutendsten jener über den Menschen und die Gesellschaft reflektierenden Autoren des späten 16. bis 18. Jahrhunderts, die in der französischen Literaturgeschichtsschreibung unter dem Namen „Moralisten“ zusammengefasst werden und für die es in der deutschen Literaturgeschichte kein Pendant gibt.

## Werke
- Memoires, 1662
- Réflexions ou Sentences et maximes morales, 1664, 5. Auflage 1678. Moderne kritische Ausgabe: Maximes suivies des Réflexions diverses, du Portrait de La Rochefoucauld [...]. Hrsg. von Jacques Truchet. Frères Garnier, Paris 1967 (u. ö.)[2]
- Réflexions diverses, 1731 (postum). Moderne Ausgabe: s. o. (Jacques Truchet)

Deutsche Übersetzungen
1699 wurden die Maximen von August Bohse erstmals ins Deutsche übertragen.
- Betrachtungen oder Moralische Sentenzen. Übers. Ernst Hardt. Jena 1906
- Reflexionen und moralische Sentenzen. Übers. Fritz Schalk. In: Die französischen Moralisten. Wiesbaden 1947; wieder mit zusätzlichen Nachgelassenen und unterdrückten Maximen. In: Die französischen Moralisten. La Rochefoucauld, Vauvenargues, Montesquieu, Nicolas Chamfort. detebe Klassiker 22791, Diogenes, Zürich 1995, S. 61–142.
- Maximen und Reflexionen. Übers. K. Nußbächer. Stuttgart 1977
- Maximen und Reflexionen. Französisch und deutsch. Übers. und Anhang Jürgen von Stackelberg. München 1987 (Goldmanns Klassiker mit Erläuterungen) ISBN 3-442-07668-4.